# Eliza Manningham-Buller
Elizabeth Lydia Manningham-Buller, Baronesa Manningham-Buller LG DCB (14 de julho de 1948) é uma oficial de inteligência britânica aposentada. Ela trabalhou como professora por três anos antes de ingressar no MI5, o serviço de segurança interna britânico. Ela liderou a recém-criada seção irlandesa de antiterrorismo em 1992 e depois se tornou diretora responsável por vigilância e operações técnicas. Ela se tornou Diretora Geral do MI5 em outubro de 2002 e, nessa função, liderou a resposta do Serviço de Segurança aos atentados de 7 de julho de 2005 em Londres. Após sua aposentadoria em abril de 2007, ela se tornou uma par vitalícia independente em 2008.
Ela se tornou presidente do Comitê de Conduta, um comitê seleto da Câmara dos Lordes, em 19 de janeiro de 2022. Em 2020, ela foi listada como nº 86 na lista da Forbes das 100 mulheres mais poderosas do mundo. Ela foi nomeada Chanceler da Ordem da Jarreteira pelo Rei Carlos III em junho de 2024, tornando-se a primeira mulher a ocupar o cargo.

## Vida profissional
Lady Manningham-Buller trabalhou como professora durante três anos na Queen's Gate School, Kensington, Londres, de 1971 a 1974, tendo estudado inglês no Lady Margaret Hall, Oxford, antes de ingressar no Serviço de Segurança . Ela foi recrutada para o Serviço de Segurança durante um coquetel, quando alguém sugeriu que ela procurasse alguém no Ministério da Defesa. Especializada em contraterrorismo, em vez da então clássica contraespionagem do MI5, ela estava ativa na época do atentado de Lockerbie pela Líbia em 1988. No início da década de 1980, ela teria sido uma das cinco pessoas que sabiam que Oleg Gordievsky, o vice-chefe da KGB na embaixada soviética em Londres, era na verdade um agente duplo.
Ela era uma oficial de ligação sênior trabalhando em Washington, DC, com a comunidade de inteligência dos EUA durante o período da primeira Guerra do Golfo, antes de liderar a recém-criada seção antiterrorismo irlandesa em 1992, quando o MI5 recebeu a responsabilidade principal por esse trabalho (da Polícia Metropolitana). Promovido ao conselho de administração do Serviço de Segurança no ano seguinte, Manningham-Buller tornou-se diretor responsável pela vigilância e operações técnicas. Ela foi nomeada Diretora Geral Adjunta em 1997 e sucedeu Sir Stephen Lander como Diretor Geral em 2002, a segunda mulher a assumir o cargo depois da Dama Stella Rimington.
Nas homenagens de aniversário de 2005, Manningham-Buller foi nomeada Dama Comandante da Ordem do Banho (DCB). Ela renunciou ao MI5 em 21 de abril de 2007, e foi sucedida por seu vice, Jonathan Evans. Ela foi elevada à nobreza como Baronesa Manningham-Buller, de Northampton, no Condado de Northamptonshire, em 2 de junho de 2008.
Ela teria se juntado ao circuito de oratória. Ela foi nomeada para o Tribunal e Conselho do Imperial College London em 2009, tornando-se vice-presidente no final daquele ano e nomeada presidente em julho de 2011. Ela se tornou governadora da instituição de caridade de pesquisa biomédica Wellcome Trust em 2008 e a primeira mulher presidente da Trust em 1 de outubro de 2015. Ela deixou o Wellcome Trust em 2021, sendo substituída como presidente por Julia Gillard em 12 de abril de 2021. Desde 2015, ela é copresidente da Chatham House. 

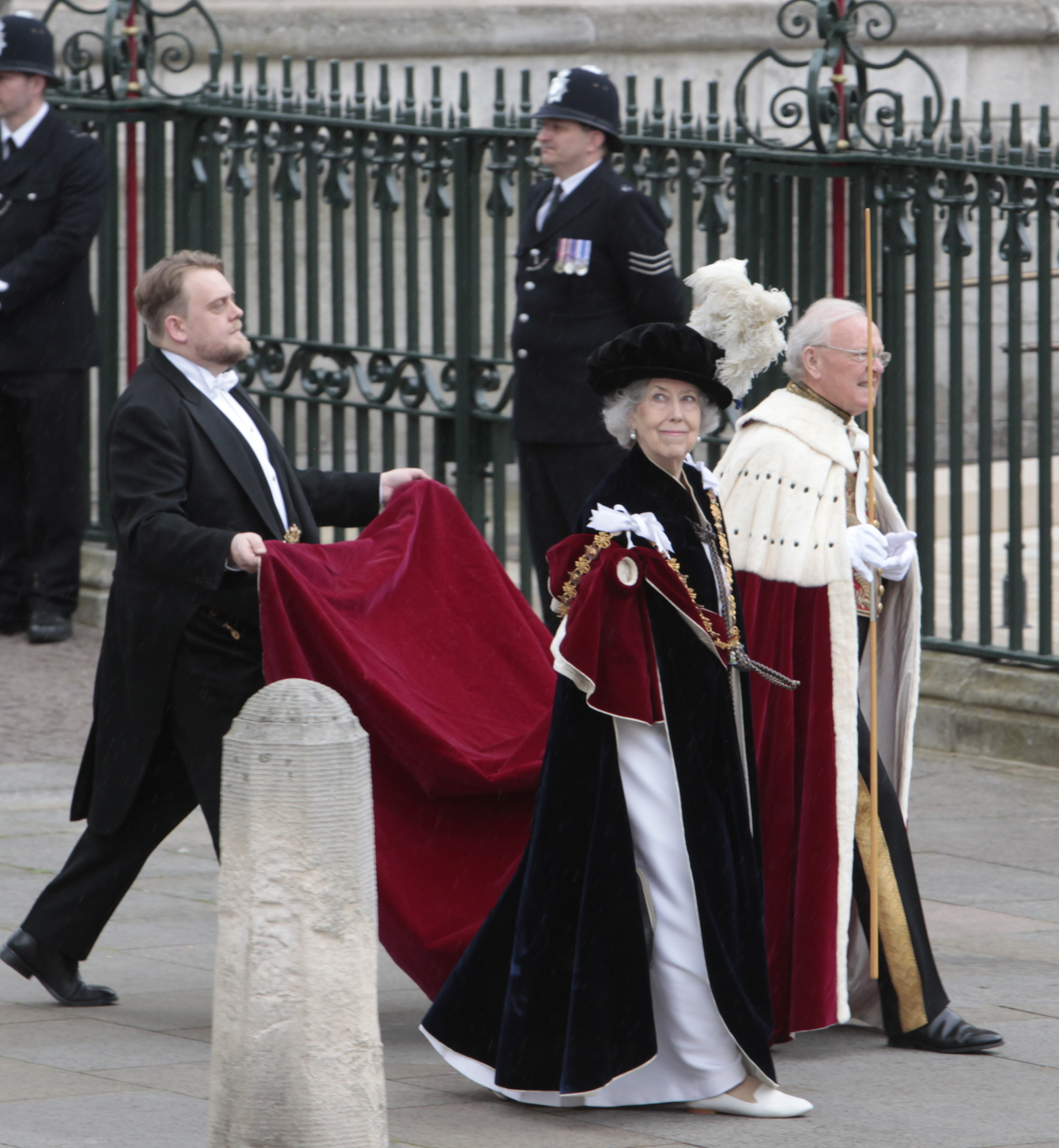
Baronesa Manningham-Buller com as vestes de uma Dama Companheira da Jarreteira durante a Coroação do Rei Carlos III em 2023

No dia de São Jorge (23 de abril) de 2014, Lady Manningham-Buller foi nomeada Dama Companheira da Ordem da Jarreteira (LG) pela Rainha Isabel II.
Ela tornou-se presidente do Comitê de Conduta em 19 de janeiro de 2022. Ela participou da Procissão Real na Coroação de Carlos III e Camila, carregando o Cajado de Santo Eduardo.

## Vida pessoal
Lady Manningham-Buller foi a segunda filha de uma família de quatro, filha de Reginald Manningham-Buller, 1º Visconde Dilhorne, e sua esposa, Mary Lindsay. O pai de Manningham-Buller, Lord Dilhorne (1905–1980), foi um parlamentar conservador de 1943 a 1962. Ele era o segundo mais alto oficial jurídico da Grã-Bretanha, o Procurador-Geral. Mais tarde, ele ocupou o cargo de Lord Chanceler por dois anos. Ele foi criado um nobre hereditário com o título de Visconde Dilhorne. Sua mãe, Lady Dilhorne, treinou pombos-correio que foram usados para transportar mensagens codificadas na Segunda Guerra Mundial. Os pombos foram lançados em cestos de vime com pequenos paraquedas sobre a França e a Alemanha e foram usados para voar de volta ao pombal de sua mãe, levando informações. Um dos pombos ganhou a Medalha Dickin e outro trouxe informações sobre o projeto do foguete V-2 em Peenemünde, Alemanha. Lady Dilhorne morreu em Oxfordshire em 25 de março de 2004, aos 93 anos.
Manningham-Buller foi educada na Northampton High School e na Benenden School.
Em 15 de julho de 1991, ela se casou com David John Mallock e tem cinco enteados do casamento anterior de seu marido.

## Declarações públicas

### Apoiando a Guerra ao Terror
Manningham-Buller fez discursos para públicos convidados, incluindo membros da imprensa, além de fazer declarações judiciais. Em 17 de junho de 2003, em uma conferência no Royal United Services Institute, ela deu seu total apoio à Guerra ao Terror e disse que cientistas renegados haviam fornecido aos grupos terroristas as informações necessárias para criar armas químicas, biológicas, radiológicas e nucleares (CBRN). Ela também alertou que a ameaça do terrorismo internacional estaria “connosco durante muito tempo”, razão pela qual foi introduzida nova legislação.

### Discurso sobre os atentados de 7 de julho de 2005 em Londres
Em 10 de setembro de 2005, ela falou para uma plateia na Holanda sobre os atentados de 7 de julho de 2005 em Londres e sua decepção pelo fato de o MI5 não ter conseguido impedir os ataques, mesmo estando de posse de informações, devido à inércia burocrática. Ela acrescentou que "[o] mundo mudou e é necessário um debate sobre se alguma erosão das liberdades civis que todos valorizamos pode ser necessária para melhorar as hipóteses dos nossos cidadãos não serem destruídos enquanto vivem as suas vidas diárias".

### Posição sobre obtenção de informações por meio da tortura
Em 21 de outubro de 2005, a BBC News relatou a declaração vazada de Manningham-Buller aos Lordes da Câmara sobre métodos de coleta de inteligência do exterior. Isso foi parte de uma investigação dos Law Lords para saber se o Governo de Sua Majestade deveria ser informado se a inteligência que está usando foi obtida por meio de tortura. "A experiência prova que os relatos de detentos podem ser precisos e podem permitir que vidas sejam salvas", afirmou ela, sustentando também que obter informações de agências de inteligência estrangeiras, que inicialmente entram no sistema de inteligência britânico via MI6, é vital no combate ao terrorismo. No que diz respeito à ética de como e onde estas informações são recolhidas, ela afirmou que “as agências muitas vezes não sabem o local ou os detalhes da detenção”.
Seu exemplo para apoiar a necessidade de coleta de inteligência no exterior foi o caso de Mohammed Megeurba, um argelino que foi interrogado por agências em seu país. As evidências coletadas durante esse interrogatório levaram a uma operação em Londres que levou à descoberta da conspiração de ricina de Wood Green. A imprensa especulou que Megeurba foi torturado para obter essas informações, embora Manningham-Buller tenha afirmado que nem ela nem o MI5 estavam cientes das "circunstâncias precisas que levaram ao interrogatório de Megeurba [pelas agências argelinas]". Ela enfatizou que, se o MI5 tivesse solicitado informações sobre como a inteligência havia sido coletada, seu pedido teria sido ignorado e o relacionamento entre a Grã-Bretanha e a Argélia poderia ter sido prejudicado. Ela concluiu exemplificando a "importância da cooperação entre os Estados no combate à ameaça do terrorismo internacional". Shami Chakrabarti, diretora da organização de direitos humanos Liberty, elogiou Manningham-Buller por ser "brutalmente honesta" sobre as atividades das agências de inteligência. Ela também afirmou que a Grã-Bretanha não deveria “legitimar” a tortura como meio de recolhimento de informações, aceitando provas obtidas dessa forma como prova em tribunal. Manningham-Buller afirmou que os serviços de inteligência britânicos não perguntam como as informações são obtidas "porque isso tornaria as coisas difíceis".

### Recusa de comparecimento perante o Comitê Conjunto dos Direitos Humanos
Em 23 de Janeiro de 2006, recusou-se a comparecer perante a Comissão Conjunta dos Direitos Humanos no Parlamento para falar sobre "até que ponto o Serviço está, ou poderia tomar medidas para garantir que está, ciente de que as informações que recebe de agências estrangeiras podem ter sido obtidas através do uso de tortura", e "quaisquer informações que o Serviço possa ter sobre entregas extraordinárias utilizando aeroportos do Reino Unido".

### Discurso no MI5 após os ataques de 11 de setembro
Em 9 de novembro de 2006, Manningham-Buller fez um discurso para o Mile End Group na Queen Mary, Universidade de Londres, como convidada do professor Peter Hennessy, no qual alertou que seu escritório estava rastreando 30 planos terroristas e 200 grupos ou redes, totalizando mais de 1.600 indivíduos. Ela afirmou que o MI5 havia se expandido em 50% desde os ataques de 11 de setembro e contava com cerca de 2.800 funcionários. Ela reiterou o seu aviso de que a ameaça “pode — e sugiro que irá — incluir a utilização de produtos químicos, agentes bacteriológicos, materiais radioactivos e até mesmo tecnologia nuclear”.
Este discurso foi feito três dias depois de Dhiren Barot ter sido condenado a 40 anos de prisão por sua participação no atentado contra os prédios financeiros em 2004, no qual ele tinha um plano para construir uma bomba suja radiológica que envolvia incendiar 10.000 alarmes de fumaça. Em setembro de 2011, Eliza Manningham-Buller proferiu uma das Palestras Reith da BBC Radio e respondeu a perguntas de uma audiência que incluía o historiador Peter Hennessy e o romancista Ian McEwan.

### Ataque à detenção de 42 dias por terrorismo
Em 8 de julho de 2008, a Baronesa Manningham-Buller fez seu primeiro discurso na Câmara dos Lordes desde sua renúncia como Diretora-geral. Ela disse à Câmara que era contra os planos do governo de estender o período de retenção de suspeitos de terrorismo no Reino Unido de 28 para 42 dias. Ela disse aos colegas que discordava "tanto em termos práticos quanto em termos de princípios". Ela criticou os planos de detenção por terrorismo por não serem "de forma alguma viáveis" e enfatizou a necessidade de todos os partidos políticos trabalharem juntos para encontrar uma solução para lidar com o terrorismo. Além disso, Lady Manningham-Buller sustentou que a "segurança completa" nunca poderia ser alcançada num país e que as liberdades civis corriam o risco de serem comprometidas se os planos fossem aprovados pela Câmara dos Lordes.
O discurso, com apenas 501 palavras e duração de apenas quatro minutos, atraiu elogios de outros Lordes, incluindo a Baronesa Ramsay de Cartvale, que o descreveu como "excepcional, atencioso e valioso", mas também recebeu atenção significativa na mídia, dada a experiência da Baronesa em questões de combate ao terrorismo. Martin Kettle, escrevendo no The Guardian em 11 de Julho de 2008, descreveu-o como "devastadoramente sucinto" e "o tiro fatal" que garantiria que os "planos do Governo fossem frustrados". James Kirkup do The Daily Telegraph descreveu-o como "um grande golpe para os planos de Gordon Brown de estender a detenção de suspeitos de terrorismo para 42 dias".
Outros pares apoiaram a posição de Lady Manningham-Buller contra os planos, incluindo o ex-procurador-geral Lord Goldsmith, o antigo lorde chanceler Lord Falconer e a ex-presidente do Comitê Conjunto de Inteligência (JIC), Lady Neville-Jones . No entanto, Lord West of Spithead, que foi o Primeiro Lorde do Mar da Marinha Real até 2006 e que era então um ministro júnior do Ministério do Interior, falou em nome do Governo e deu a entender que eram necessárias medidas de segurança mais rigorosas para lidar com a "ameaça terrorista sem precedentes" ao Reino Unido.

### Palestra sobre tortura na Câmara dos Lordes (9 de março de 2010)
Em uma palestra na Câmara dos Lordes, a Baronesa Manningham-Buller disse que "o governo apresentou protestos" aos seus homólogos americanos quando a extensão da tortura foi conhecida. É a primeira vez que isso foi dito publicamente. Questionada se ela tinha conhecimento do uso de afogamento simulado e outras técnicas de pressão enquanto era Diretora Geral do MI5, de outubro de 2002 até sua aposentadoria em abril de 2007, ela disse que tinha conhecimento e que desaprovava. “Nada – nem mesmo salvar vidas – justifica a tortura de pessoas… os americanos estavam muito interessados em esconder-nos o que estavam a fazer [com os suspeitos]”.

### Comentários do inquérito do Iraque de 2010
A Baronesa Manningham-Buller, ao prestar depoimento ao inquérito sobre o Iraque em julho de 2010, disse que a decisão de entrar em guerra significava que "nosso envolvimento no Iraque, por falta de uma palavra melhor, radicalizou toda uma geração de jovens, alguns deles cidadãos britânicos que viam nosso envolvimento no Iraque, além de nosso envolvimento no Afeganistão, como um ataque ao islamismo", disse ela, antes de imediatamente se corrigir, acrescentando "não uma geração inteira, mas alguns entre uma geração". Como resultado, ela disse que não ficou "surpresa" que cidadãos do Reino Unido estivessem envolvidos nos atentados de 7 de julho de 2005 no centro de Londres. Ela disse acreditar que as informações sobre a ameaça do Iraque não eram "substanciais o suficiente" para justificar a ação. Um ano após a invasão, ela disse que o MI5 estava "inundado" de pistas sobre ameaças terroristas ao Reino Unido.

## Desert Island Discs
Manningham-Buller foi uma das participantes do programa Desert Island Discs, transmitido pela BBC Radio 4 em novembro de 2007, dando sua primeira entrevista após sua aposentadoria. Ela falou brevemente sobre sua vida pessoal e profissional anterior, incluindo suas reações aos atentados de 7 de julho de 2005 em Londres e a importância de proteger seus agentes. Ela explicou que decidiu sua data de aposentadoria logo após assumir o cargo de Diretora Geral, optando por se aposentar com um total de 33 anos de serviço nos serviços de segurança. Ela escolheu uma antologia de poemas editada por Ted Hughes e Seamus Heaney, intitulada The Rattle Bag.

## Palestras Reith da BBC
Em junho de 2011, a BBC anunciou que Eliza Manningham-Buller apresentaria as Palestras Reith de 2011, ao lado da líder pró-democracia birmanesa Aung San Suu Kyi, em uma série intitulada "Garantindo a Liberdade". As palestras de Eliza Manningham-Buller foram transmitidas pela BBC Radio 4 e pelo BBC World Service em setembro de 2011.
Em sua primeira palestra, intitulada "Terror", gravada na BBC Broadcasting House em Londres, ela refletiu sobre o significado duradouro do 11 de setembro de 2001, perguntando se foi um crime terrorista, um ato de guerra ou algo diferente. Ela também revelou detalhes do seu próprio papel nas discussões que envolveram agências de segurança internacionais nos dias que se seguiram aos ataques a Nova Iorque e Washington DC e examinou o impacto que a invasão do Iraque liderada pelos EUA teve na luta contra a Al-Qaeda. 
Em sua segunda palestra, intitulada "Segurança", gravada no Museu da Cidade de Leeds, ela afirmou que o uso da tortura é "errado e nunca justificado" e deve ser "completamente rejeitado, mesmo quando pode oferecer a perspectiva de salvar vidas". Ela disse que o uso da tortura não tornou o mundo um lugar mais seguro, acrescentando que o uso do afogamento simulado pelos Estados Unidos foi um "erro profundo" e, como resultado, a América perdeu a sua "autoridade moral".
Em sua terceira e última palestra, intitulada "Liberdade", gravada na Biblioteca Britânica em Londres, ela discutiu as prioridades da política externa desde os ataques de 11 de setembro . Ela afirmou que era "necessário" conversar com ditadores e terroristas para proteger a segurança e disse que a decisão do governo britânico de se envolver com o Coronel Gaddafi em 2003 foi "a decisão certa". Ela continuou dizendo que proteger os cidadãos britânicos seria impossível se os serviços de segurança estivessem restritos a falar apenas com aqueles com valores compartilhados e citou exemplos de pessoas que antes eram consideradas terroristas e agora faziam parte do establishment político: "Vejam a Irlanda do Norte, onde ex-terroristas estão no governo... vejam Mandela e o CNA, que usaram táticas de terror quando estavam no exílio."  Durante a gravação da palestra final, ela revelou que havia sofrido um sonho de ansiedade, no qual imaginava que seria presa por violar a Lei de Segredos Oficiais depois de ter dado as palestras.